# Nothocasis viridulata
Nothocasis viridulata är en fjärilsart som beskrevs av Turati 1919. Nothocasis viridulata ingår i släktet Nothocasis och familjen mätare. Inga underarter finns listade i Catalogue of Life.